# Рыбный (Воронежская область)
Ры́бный — хутор в Ольховатском районе Воронежской области России.
Входит в состав Караяшниковского сельского поселения.

## Население
| 2010 | 2012 |
| ---- | ---- |
| 151  | ↗155 |

## Улицы
На хуторе имеются две улицы: Дорожная и Трудовая.